# Військовий коледж сержантського складу (ВІТІ)

Територія в/ч А3990 (179 ОНТЦ)

Військо́вий коле́дж сержа́нтського складу́ Військо́вого інститу́ту телекомуніка́цій та інформатиза́ції і́мені Геро́їв Кру́т (ВКСС ВІТІ, в/ч А3990, пп В0213) — заклад спеціалізованої фахової передвищої освіти військового спрямування, територіально відокремлений структурний підрозділ Військового інституту телекомунікацій та інформатизації імені Героїв Крут. Створений у 2009 році на базі Полтавського військового інституту зв'язку, як Військовий коледж сержантського складу Військового інституту телекомунікацій та інформатизації Національного технічного університету України «Київський політехнічний інститут», з 2013 року Державного університету телекомунікацій, а у 2015 році виведений зі складу університету.
Військовий коледж здійснює підготовку військових фахівців за освітньо-кваліфікаційним рівнем вищої освіти «молодший спеціаліст» та передвищої освіти «фаховий молодший бакалавр» для проходження військової служби за контрактом на посадах сержантського та старшинського складу у Збройних Силах України.
Коледж створений відповідно до спільного наказу Міністра оборони України та Міністра освіти і науки України від 21.09.2009 р. № 476 / 877 «Про додаткові заходи щодо організації підготовки сержантського та старшинського складу за освітньо-кваліфікаційним рівнем «молодший спеціаліст» для Збройних Сил України».

## Історія

### Російське вторгнення в Україну (з 2022)
3 вересня 2024 року, в ході Російського вторгнення в Україну, російські війська завдали ударів двома балістичними ракетами по навчальному закладу, будівлю частково зруйновано, загинула понад 55 людина і постраждало понад 328 осіб.

## Відомі особи
Музика Артур Сергійович (1978—2015) — полковник (посмертно) Збройних сил України, учасник російсько-української війни 2014—2015

## Напрями підготовки
- Комп’ютерні науки
- Телекомунікації та радіотехніка

Термін навчання – 2 роки 6 місяців за освітньо-кваліфікаційним рівнем вищої освіти «молодший спеціаліст». (Повний термін навчання в коледжі зараховується, як термін проходження строкової військової служби).
На навчання у коледжі приймаються громадяни України, які мають повну загальну середню освіту:
- цивільна молодь віком від 17 років до 21 року, в тому числі ті, яким 17 років виповнюється в рік початку військової служби;
- військовослужбовці строкової військової служби та військовозобов'язані віком до 23 років;
- військовослужбовці, які проходять військову службу за контрактом та не мають військових звань офіцерського складу, віком до 30 років.

Навчання у коледжі надає можливість:
- здобути вищу або фахову передвищу освіту за рахунок видатків державного бюджету;
- одержати гарантоване працевлаштування;
- продовжити навчання за спорідненими напрямами підготовки у будь-якому ВНЗ України за освітньо-кваліфікаційним рівнем «бакалавр» а надалі — «магістр»

У процесі навчання курсанти коледжу знаходяться на повному державному забезпечені: безкоштовне навчання, забезпечення гуртожитком, грошовим забезпеченням, триразовим харчуванням, обмундируванням та речовим майном, медичне забезпечення.

## Керівництво
- полковник Злобін Кирило В'ячеславович